# Heinrik Haraldsson
Heinrik Haraldsson (m. 1215) fue un caudillo hiberno-nórdico, jarl de Ross (Escocia) y jarl de las Orcadas con sus medio hermanos David y Jon Haraldsson, aunque su papel estaba más cercano a la administración y gobierno de Caithness. Heinrik era hijo de Harald Maddadsson y su primera esposa Alfreka. David falleció en 1214 y Heinrik apoyó la revuelta de Domnall Bán mac Uilleim y Cináed MacHeth contra Alejandro II de Escocia, siendo derrotados por Farquhar Mactaggart. Heinrik acabó decapitado junto con los cabecillas. Jon Haraldsson, el último vikingo de las Orcadas, gobernaría en solitario hasta 1231.